# مسعود بهبهانی‌نیا

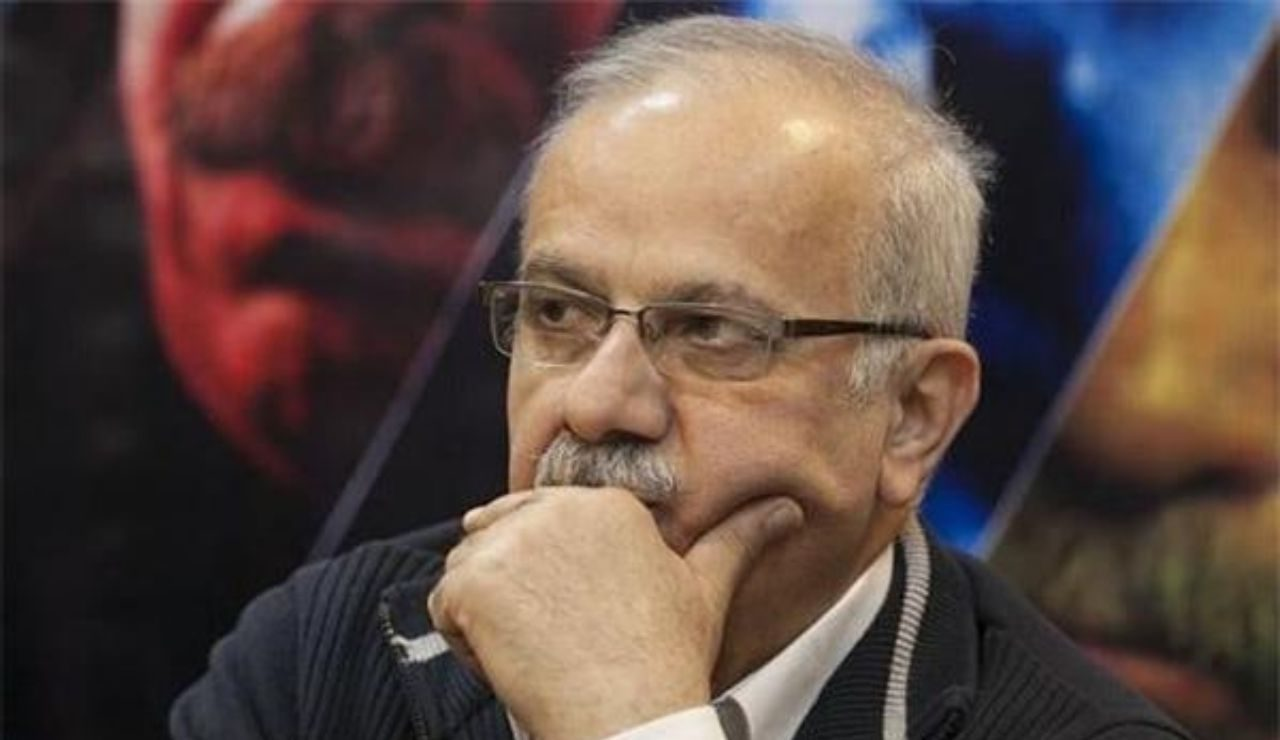

مسعود بهبهانی‌نیا (زاده‌ ۲۵ آذر ۱۳۳۵ در آبادان– درگذشته‌ ۱۴ خرداد ۱۴۰۰ در تهران) نویسنده و تهیه‌کننده‌ی سریال‌ها و برنامه‌های تلویزیونی؛ فارغ‌التحصیل از دانشگاه تهران در رشته‌ی جامعه‌شناسی و مرکز آموزش فیلم‌سازی باغ فردوس در رشته‌ی فیلمنامه‌نویسی بود.

## فعالیت‌ها
| عنوان               | قالب    | تعداد و مدت    | موضوع                   | ژانر      | وضعیت   | نوع همکاری                                    | کارگردان         | سال نگارش    | سال پخش | شبکه  |
| ------------------- | ------- | -------------- | ----------------------- | --------- | ------- | --------------------------------------------- | ---------------- | ------------ | ------- | ----- |
| شرکت                | سریال   | ۵۰–۴۵          | دفاع مقدس               | اجتماعی   | پخش شده | نویسنده و تهیه‌کننده                           | عبدالله باکیده   | ۱۳۷۵         | ۱۳۷۶    | یک    |
| ب مثل بهار          | سریال   | ۱۵–۴۵          | مناسبتی (نوروز)         | خانوادگی  | پخش شده | نویسنده و مجری طرح                            | مسعود شاهمحمدی   | ۱۳۷۵         | ۱۳۷۶    | دو    |
| گالری ۹             | سریال   | ۱۵–۴۰          | طنز                     | اجتماعی   | پخش شده | تهیه‌کننده                                     | غلامرضا رمضانی   | ۱۳۷۵         | ۱۳۷۶    | تهران |
| ایستگاه آخر         | سریال   | ۲۶–۴۰          | آسیب‌های اجتماعی         | اجتماعی   | پخش شده | نویسنده                                       | منوچهر عسگری‌نسب  | ۱۳۷۷         | ۱۳۷۸    | دو    |
| خانهٔ پدری           | سریال   | ۲۸–۴۵          | خانواده                 | اجتماعی   | پخش شده | نویسنده                                       | فریدون حسن‌پور    | ۱۳۷۹         | ۱۳۸۰    | تهران |
| خاک سرخ             | سریال   | ۱۷–۴۵          | تاریخ معاصر             | دفاع مقدس | پخش شده | نویسنده                                       | ابراهیم حاتمی‌کیا | ۱۳۷۸–۷۹      | ۱۳۸۱    | یک    |
| نفس سنگ             | سریال   | ۱۳–۴۰          | آموزش‌های اجتماعی        | اجتماعی   | پخش شده | نویسنده                                       | احمد بخشی        | ۱۳۸۲         | ۱۳۸۲    | تهران |
| راوی کوچک           | تله‌فیلم | ۱–۹۰           | فلسطین                  | اجتماعی   | پخش شده | نویسنده                                       | حسین سهیلی‌زاده   | ۱۳۸۳         | ۱۳۸۳    | تهران |
| نسیم شمال، باد جنوب | تله‌فیلم | ۱–۹۰           | امام خمینی              | انقلاب    | پخش شده | نویسنده                                       | مهدی عسگرپور     | ۱۳۸۴         | ۱۳۸۴    | تهران |
| نرگس                | سریال   | ۶۹–۴۵          | آسیب‌های اجتماعی         | اجتماعی   | پخش شده | نویسنده                                       | سیروس مقدم       | ۱۳۸۲–۸۴      | ۱۳۸۵    | سه    |
| قضاوت               | تله‌فیلم | ۱–۹۰           | خانواده                 | اجتماعی   | پخش شده | نویسنده                                       | ابراهیم شیبانی   | ۱۳۸۶         | ۱۳۸۶    | یک    |
| کارآگاهان           | سریال   | ۲۶–۴۰          | جرائم و آسیب‌های اجتماعی | پلیسی     | پخش شده | نویسنده                                       | حمید لبخنده      | ۱۳۸۶         | ۱۳۸۶    | سه    |
| ترانهٔ مادری         | سریال   | ۵۰–۴۰          | تربیتی                  | اجتماعی   | پخش شده | نویسنده به همراه زهرا پارسافر و محمدرضا خالقی | حسین سهیلی‌زاده   | ۱۳۸۶–۸۷      | ۱۳۸۷    | سه    |
| فاصله‌ها             | سریال   | ۵۰–۴۰          | تربیتی                  | اجتماعی   | پخش شده | نویسنده به همراه زهرا پارسافر                 | حسین سهیلی‌زاده   | ۱۳۸۸–۸۹      | ۱۳۸۹    | سه    |
| کیمیا               | سریال   | ۱۱۰–۴۰         | تاریخ معاصر             | اجتماعی   | پخش شده | نویسنده به همراه زهرا پارسافر                 | جواد افشار       | ۱۳۹۱–۹۴      | ۱۳۹۴    | دو    |
| صبح نزدیک است       | سریال   | ۳۰–۵۰          | تاریخ معاصر             | اجتماعی   | پخش شده | نویسنده به همراه زهرا پارسافر و طیبه شجری     |                  | ۱۳۹۴–۹۵      |         |       |
| خواب خانه           | سریال   | ۲۰۰–۴۰         | آسیب‌های اجتماعی         | اجتماعی   | پخش شده | نویسنده به همراه زهرا پارسافر و طیبه شجره     |                  | ۱۳۹۴ تا کنون |         | سه    |
| برف بی‌صدا می‌بارد    | سریال   | ۲۵۰ - ۴۰ دقیقه | آسیب‌های اجتماعی         | اجتماعی   |         | نویسنده                                       | پوریا آذربایجانی | ۱۳۹۵-۱۴۰۰    |         | سه    |